# Шоу Трейсі Ульман

«Перші» Сімпсони

«Шоу Трейсі Ульман» (англ. The Tracey Ullman Show) — щотижневе  американське телевізійне шоу, створене  британським коміком та співачкою Трейсі Ульман, яке виходило на каналі FOX з 5 квітня 1987 по 26 травня 1990 рік. Кожна серія була невеликим скетчом з музичними номерами, поставленими хореографом Полою Абдул. У рамках даного шоу вперше з'явилися персонажі мультсеріалу. «Сімпсони». Шоу Трейсі Ульман — перший продукт, вироблений Gracie Films спільно з 20th Century Fox.

## Історія
До 1980-го, знаменитий телевізійний продюсер,  Джеймс Брукс, творець «Шоу Мері Тайлер Мур», «Таксі» та «Пологи», залишив телеіндустрію з метою створення свого фільму. Після того, як його фільм «Слова ніжності» отримав  Оскара, до Брукса посипалися відеозаписи від агента Трейсі Ульман з Лос-Анджелеса, сподіваючись привернути його увагу. Ульман була вже відома на своїй батьківщині в Англії і мала безліч пропозицій зніматися в США, але жодне з шоу її не задовольняло: «Вони всі були з повчальними історіями в кінці». Брукс взяв Ульман тому, що бачив перспективи молодої британської співачки, а також тому, що хотів повернутися в телеіндустрію.

## Актори
- Ден Кастелланета
- Джулія Кавнер (1-3 сезони)
- Анна Левайн (3 сезон)
- Джозеф Мелоні
- Сем Макмюррей
- Трейсі Ульман